# Spring Ridge (Pennsylvanie)
Pour les articles homonymes, voir Spring Ridge.
Spring Ridge est une census-designated place située dans le comté de Berks, dans le Commonwealth de Pennsylvanie, aux États-Unis. Sa population s’élevait à 1 003 habitants lors du recensement de 2010, est estimée à 984 habitants au 1er juillet 2020.